# Free Clinic Heidelberg

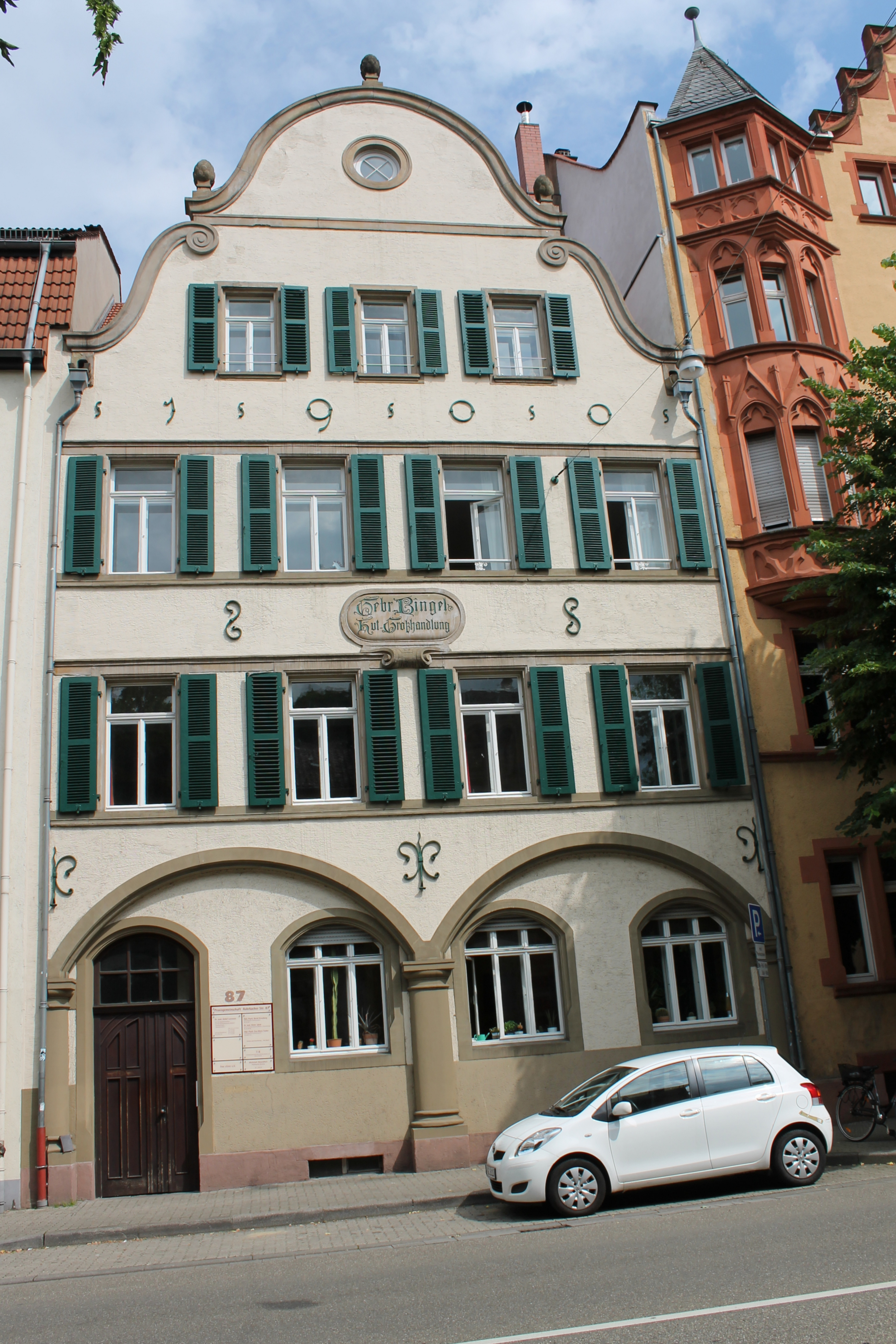
Sitz des Free Clinic e.V. in Heidelberg

Die Free Clinic Heidelberg wurde 1972 gegründet und gilt als das älteste selbstverwaltete Alternativprojekt im deutschen Gesundheitswesen. Das in der Heidelberger Weststadt ansässige Projekt in der Rohrbacher Straße 87 besteht als psychosoziale Beratungsstelle bis heute fort.

## Geschichte
Die Gründung der Heidelberger Free Clinic geht auf die internationale Release-Bewegung und die von ihr eingerichteten medizinischen und psychosozialen Hilfsprojekte speziell für Drogenabhängige und Obdachlose zurück. Die ersten der Free Clinics entstanden in den frühen 1960er Jahren in San Francisco, das erste europäische Release-Zentrum wurde 1967 in London eröffnet. Im Dezember 1970 wurde mit dem Verein zur Bekämpfung der Rauschgiftgefahr der erste deutsche Zweig von Release gegründet, der unter anderem auch in Heidelberg eine Anlaufstelle bot, in der allabendlich zwischen 18 und 20 Uhr im Teehaus in der Heidelberger Brunnengasse durch freiwillige Ärzte und Personen aus Pflegeberufen kostenlose medizinische und psychosoziale Beratung erteilt wurde. Zu jener Zeit bildete sich in Deutschland überhaupt erst eine harte Drogenszene aus, und spezielle anonyme und kostenlose Hilfsangebote für diesen Personenkreis waren ein Novum. Die Hilfsangebote umfassten anfangs insbesondere die Behandlung von Haut- und Geschlechtskrankheiten. Die Helfer waren in der Drogenszene akzeptiert, weil sie ihr zumeist selbst auch angehört hatten.
Von Anbeginn an beteiligt war Karl „Chuck“ Geck, der im Verlauf des Jahres 1971 auch den Vorsitz von Release Heidelberg übernahm und maßgeblich am Ausbau des medizinischen Angebots von Release beteiligt war. Geck wohnte ab dem Spätjahr 1971 im Teehaus und baute das medizinische Angebot von Release bis Februar 1972 zu einer vollleistungsfähigen allgemeinen Arztpraxis aus. Im März 1972 wurde die Einrichtung der vom üblichen ärztlichen Versorgungsmodell völlig abweichenden Praxis von Sozialamt und Gesundheitsamt Heidelberg und Landeswohlfahrtsverband begrüßt. Die Heidelberger Sozialbehörden attestierten die Notwendigkeit der Einrichtung und verwiesen auf einen „übergesetzlichen Notstand“, sicherten ein möglichst unbürokratisches Verhalten zu und erklärten sich zu monatlichen Pauschalleistungen bereit.
Im Juli 1972, der Praxisbetrieb war inzwischen aufgenommen und es gab zwischen acht und 20 Patienten pro Tag, wurde Free Clinic zu einem autonomen Verein innerhalb des Release-Centers. Später löste man sich vollkommen von Release. Die Mitarbeiter lebten gemeinsam in einem Kollektiv, kümmerten sich außerdem auch um die medizinische Versorgung von Rockfestivals und richteten zudem eine Zahnarzt-Praxis ein. Das Angebot der Free Clinic wurde auf Flugblättern innerhalb der Szene publik gemacht. Die Flugblätter bedienten sich der Szenesprache und beschrieben das Angebot als „medizinische und zahnärztliche Hilfe, free and cool, bei anderen Problemen evtl. Vermittlung der richtigen Connection möglich“. Ein Flugblatt gegen übertragbare Hautkrankheiten las sich wie folgt: „Wenns jemand Spaß macht, wie ein eiterverkrustetes Denkmal rumzulaufen, okay, das ist seine Sache. Aber es ist einfach beschissen uncool, es jemandem unter die Haut zu schmuggeln, der keinen Bock darauf hat. Deshalb kommt zur Blauen Tinke!!! A happy day to you!“
Im Januar 1973 gründete sich ein Förderverein, im Juli 1973 trat Free Clinic dem Deutschen Paritätischen Wohlfahrtsverband bei. Im „Selbstverständnisinfo“ vom selben Monat beschrieb die Free Clinic ihre Leistungen wie folgt: „Unsere Arbeit besteht zuerst einmal darin, daß wir einen inhaltlich humanitär-caritativen, medizinischen Service anbieten, der auch denjenigen, die aus objektiven oder subjektiven Gründen sonst nicht dazu kämen, die Ermöglichung ihres selbstverständlichen Anspruchs auf adäquate medizinische Betreuung bietet. Dieser Service ist im Prinzip kostenlos und anonym.“
Die Gründungszeit der Free Clinic war reich an auch in die Öffentlichkeit getragenen Auseinandersetzungen über die Finanzierung und die Konzeptionierung des Projekts. Allein im Jahr 1972 gab es 20 Podiumsdiskussionen, sechs Rundfunk- und zwei Fernsehberichte über die teils kontrovers diskutierte Arbeit der Free Clinic, deren Finanznöte im Spätjahr 1972 auch Gegenstand überregionaler Presseberichterstattung wurde. Die meisten Mitarbeiter wohnten in der Kommune, die sich nur durch die geringen Fördermittel finanzierte, und die Mitarbeiter wechselten häufig. Das außergewöhnlich lockere Miteinander von Medizinern und Patienten (nicht alle Räumlichkeiten waren durch Türen verschlossen, im Wartezimmer wurde mitunter während des Wartens musiziert usw.) gab Anlass zu allerlei Spekulationen.
Nach anfänglichem konzeptionellem und organisatorischem Chaos konsolidierten sich die Verhältnisse ab Frühjahr 1974. Der Free Clinic war es bis dahin auch mehrfach gelungen, bei den Verhandlungen mit den Leistungsträgern höhere Pauschalzahlungen zu erwirken, so dass zumindest eine bescheidene Bezahlung für den 1973 bereits rund 35 Personen zählenden Mitarbeiterstab gesichert war. Mit den schnell wechselnden Mitarbeitern veränderten sich auch die inhaltlichen Schwerpunkte der Arbeit, die sich von der medizinischen Betreuung Drogensüchtiger und Obdachloser auch hin zu psychotherapeutischen Maßnahmen, Gruppenselbsterfahrung usw. auch für weitere Bevölkerungsschichten wie Schüler, Lehrlinge und Studenten entwickelte. Die jugendliche Zielgruppe brachte eine Erweiterung des Tätigkeitsspektrums hin zu allgemeiner alternativer selbstverwalteter Jugendarbeit mit sich. Im so genannten Tingraum der Free Clinic fanden daher auch gelegentlich Konzerte und andere Kulturveranstaltungen statt.
Der so genannte Therapiehof, in dem seit 1973 Drogenentzugsmaßnahmen durchgeführt wurden, wurde im Sommer 1974 wieder geschlossen. 1977 wurden die bisherigen Räume der Free Clinic von der Stadt Heidelberg gekündigt. Am künftigen Standort in der Rohrbacher Straße in Heidelberg wurden insbesondere die psychosozialen Angebote fortgeführt.
Die Free Clinic Heidelberg gilt als das älteste selbstverwaltete Projekt im alternativen Gesundheitswesen in Deutschland. Außerdem nahm die Free Clinic in ihrer Anfangszeit die Rolle einer Keimzelle ein, da viele der häufig wechselnden frühen Mitarbeiter aus ihrer Free-Clinic-Zeit die Anregung zur Gründung eigener alternativer Praxismodelle erhielten.